# Ryan Ochoa
Ryan Ochoa (San Diego, 1996. május 17. –) amerikai színész, zenész. 
Legismertebb alakítása Lanny a 2010 és 2014 között futó Király páros című sorozatban. Ezen kívül az iCarly című sorozatban is szerepelt.

## Fiatalkora
Ryan Ochoa San Diegóban született. Felmenői között megtalálhatók mexikói, filippínó, olasz, ír és orosz származásúak is. Négy testvére van, köztük Raymond Ochoa, aki szintén színész.

## Pályafutása
Ochoa első szerepe a Dairy Queen című  reklámfilmben volt.
2009-ben szerepelt A tökéletes csapat című filmben, mint Norberto. Még ugyanebben az évben szerepelt a Karácsonyi ének című filmben.
Szerepelt az iCarly című sorozatban is.
2011-ben megjelent a Disney's Friends for Change című filmben. Lannyként szerepelt a Disney XD Király páros című sorozatban. Max Doyle-t játszotta a Mostly Ghostly: Have You Met My Ghoulfriend? című filmben.
Jelenleg az Ochoa Boyz nevű zenekarban zenél három testvérével.

## =Film
| Év   | Magyar cím         | Eredeti cím                                  | Szerep              | Magyar hang |
| ---- | ------------------ | -------------------------------------------- | ------------------- | ----------- |
| 2018 | A Sámuel-projekt   | The Samuel Project                           | Eli                 |             |
| 2014 |                    | Mostly Ghostly: Have You Met My Ghoulfriend? | Max Doyle           |             |
| 2011 | Anyát a Marsra     | Mars Needs Moms                              | Hatchling (hang)    |             |
| 2009 | A tökéletes csapat | The Perfect Game                             | Norberto Villarreal |             |
| 2009 |                    | Astro Boy                                    | Rick (hang)         |             |
| 2009 | Karácsonyi ének    | A Christmas Carol                            | Tiny Tim (hang)     |             |
| 2007 |                    | Nostalgia                                    | Ryan Zorn           |             |

### Televízió
| Év        | Magyar cím                   | Eredeti cím                    | Szerep                 | Megjegyzések                             |
| --------- | ---------------------------- | ------------------------------ | ---------------------- | ---------------------------------------- |
| 2012–2013 | Mr. Young                    | Mr. Young                      | Diego                  | 4 epizód                                 |
| 2011      |                              | Disney's Friends for Change    | önmaga                 | televíziós sorozat                       |
| 2010–2013 | Király páros                 | Pair of Kings                  | Lanny                  | főszereplő magyar hangja Czető Ádám      |
| 2010      | Zeke és Luther               | Zeke & Luther                  | Deuce                  | 1 epizód: Pokoli Torony                  |
| 2010      | Batman: A bátor és a vakmerő | Batman: The Brave and the Bold | Speedy fiatalon (hang) | 1 epizód: Segédek gyülekező              |
| 2008–2010 | iCarly                       | iCarly                         | Chuck Chambers         | mellékszereplő magyar hangja Ducsai Ábel |
| 2008–2009 |                              | The Jay Leno Show              | Különböző karakterek   |                                          |